# 5605 Kushida
5605 Kushida eller 1993 DB är en asteroid i huvudbältet som upptäcktes den 17 februari 1993 av den japanska astronomen Satoru Otomo i Kiyosato. Den är uppkallad efter den japanska astronomen Yoshio Kushida.
Asteroiden har en diameter på ungefär 5 kilometer.